# 松本竜也 (右投手)
松本 竜也（まつもと りゅうや、1999年9月18日 - ）は、奈良県桜井市出身のプロ野球選手（投手）。右投右打。広島東洋カープ所属。

## 経歴

### プロ入り前
桜井市立桜井中学校・智辯学園高等学校卒。2学年上に廣岡大志、1学年上に村上頌樹、同学年に福元悠真がいる。
高校卒業後はHonda鈴鹿硬式野球部に所属。
トヨタ自動車に補強されて出場した都市対抗野球では、のちにチームメイトになる栗林良吏がいた。
2021年10月11日に行われたドラフト会議で広島東洋カープから5位指名を受け、12月8日に契約金2500万円、年俸770万円で仮契約を結んだ（金額は推定）。背番号は45。

### 広島時代
2022年のオープン戦では4登板4回1失点と結果を出し開幕一軍を勝ち取ると、3月26日の対横浜DeNAベイスターズ戦（横浜スタジアム）にてプロ初登板（1回3安打2失点）、6月22日の対阪神タイガース戦（マツダスタジアム）でプロ初勝利を挙げた。9月13日の対阪神戦（甲子園）では4点リードの6回に登板し無失点に抑えたが、翌日14日にこの試合の勝利投手のNPB公式記録が、森浦大輔から松本に訂正される珍事があった。この年は最終的にチーム2位の50登板、4勝2敗4ホールドの成績を残し、オフに900万円増となる推定年俸1600万円で契約更改した。
2023年も開幕一軍を掴み、5月11日の対中日ドラゴンズ戦（バンデリンドーム）でプロ初セーブを記録。一方で、2度のサヨナラ打を献上するなど4月末から投球内容が安定せず、5月15日に二軍降格。その後は一軍登板が無いまま、最終的に13登板0勝3敗8ホールド1セーブの成績でシーズンを終了した。
2024年は二軍スタートとなった。シーズン中盤には二軍で15試合連続無失点投球をするなど好調を見せ、8月12日にシーズン一軍初昇格。

## 選手としての特徴・人物
力感のないリラックスしたフォームが特徴。打者の内角を突ける強気の投球も魅力。最速150km/hを越える速球は数字以上にキレとノビがある。変化球はスライダー、カーブ、フォークを投じる。
恰幅の良さから、愛称は「フト松」。
2022年1月、Honda鈴鹿時代のチアリーダーだった女性と結婚し、同年3月には第一子が誕生している。

## 詳細情報

### 年度別投手成績
| 年 度     | 球 団     | 登 板 | 先 発 | 完 投 | 完 封 | 無 四 球 | 勝 利 | 敗 戦 | セ 丨 ブ | ホ 丨 ル ド | 勝 率 | 打 者 | 投 球 回 | 被 安 打 | 被 本 塁 打 | 与 四 球 | 敬 遠 | 与 死 球 | 奪 三 振 | 暴 投 | ボ 丨 ク | 失 点 | 自 責 点 | 防 御 率 | W H I P |
| --------- | --------- | ----- | ----- | ----- | ----- | -------- | ----- | ----- | -------- | ----------- | ----- | ----- | -------- | -------- | ----------- | -------- | ----- | -------- | -------- | ----- | -------- | ----- | -------- | -------- | ------- |
| 2022      | 広島      | 50    | 0     | 0     | 0     | 0        | 4     | 2     | 0        | 4           | .667  | 240   | 55.2     | 58       | 5           | 15       | 1     | 3        | 54       | 0     | 0        | 23    | 22       | 3.56     | 1.31    |
| 2023      | 広島      | 13    | 0     | 0     | 0     | 0        | 0     | 3     | 1        | 8           | .000  | 50    | 10.1     | 13       | 2           | 7        | 1     | 0        | 6        | 0     | 0        | 6     | 5        | 4.35     | 1.94    |
| 2024      | 広島      | 12    | 0     | 0     | 0     | 0        | 0     | 1     | 0        | 0           | .000  | 50    | 12.2     | 9        | 1           | 5        | 2     | 0        | 10       | 0     | 0        | 4     | 4        | 2.84     | 1.11    |
| 通算：3年 | 通算：3年 | 75    | 0     | 0     | 0     | 0        | 4     | 6     | 1        | 12          | .400  | 340   | 78.2     | 80       | 8           | 27       | 4     | 3        | 70       | 0     | 0        | 33    | 31       | 3.55     | 1.36    |

- 2024年シーズン終了時

### 年度別守備成績
| 年 度 | 球 団 | 投手  | 投手  | 投手  | 投手  | 投手  | 投手     |
| 年 度 | 球 団 | 試 合 | 刺 殺 | 補 殺 | 失 策 | 併 殺 | 守 備 率 |
| ----- | ----- | ----- | ----- | ----- | ----- | ----- | -------- |
| 2022  | 広島  | 50    | 4     | 4     | 0     | 0     | 1.000    |
| 2023  | 広島  | 13    | 0     | 0     | 0     | 0     | ----     |
| 2024  | 広島  | 12    | 0     | 0     | 0     | 0     | ----     |
| 通算  | 通算  | 75    | 4     | 4     | 0     | 0     | 1.000    |

- 2024年度シーズン終了時

### 記録
初記録
- 初登板：2022年3月26日、対横浜DeNAベイスターズ2回戦（横浜スタジアム）、9回裏に2番手で救援登板・完了 1回2失点
- 初奪三振：同上、柴田竜拓から空振り三振
- 初勝利：2022年6月22日、対阪神タイガース10回戦（MAZDA Zoom-Zoom スタジアム広島）、10回表に6番手で救援登板・完了、2回1失点
- 初ホールド：2022年8月3日、対横浜DeNAベイスターズ17回戦（横浜スタジアム）、10回裏に7番手で救援登板、1回無失点
- 初セーブ：2023年5月11日、対中日ドラゴンズ7回戦（バンテリンドームナゴヤ）、11回裏一死に7番手で救援登板・完了、2/3回無失点

### 背番号
- 45（2022年 - ）